# Martin Seger (Geograph)
Martin Seger (* 27. Jänner 1940 in Mödling) ist ein emeritierter österreichischer Universitätsprofessor der Geographie an der Alpen-Adria-Universität Klagenfurt.

## Akademischer Werdegang
Seger studierte Biologie und Geographie an der Universität Wien (Lehramt Geographie und Wirtschaftskunde, Mag. rer. nat.) und verfasste eine sozialgeographische Dissertation bei Hans Bobek (Dr. phil.). Es folgten Assistentenjahre am Institut für Geographie bei Elisabeth Lichtenberger und die Habilitation für das Gesamtfach der Geographie 1976; Habilitationsschrift ist eine stadtgeographische Analyse der Stadt Teheran. Dort entwickelte Seger auch das weithin bekannte „Modell der orientalischen Stadt unter westlichem Einfluss“.
Ab 1975 unterrichtete Seger in Klagenfurt und baute an der jungen Universität gemeinsam mit Bruno Backé das Institut für Geographie, später Institut für Geographie und Regionalforschung, auf; 1978 wurde er ordentlicher Professor und Institutsvorstand. Seit 2009 ist er Emeritus an der Universität Klagenfurt.
1993 wurde Seger korrespondierendes Mitglied der Österreichischen Akademie der Wissenschaften. Von 1993 bis 2008 leitete Seger die Mitteilungen der Österreichischen Geographischen Gesellschaft (im Thomson Reuters Social Science Citation Index enthalten).

## Forschungsschwerpunkte
Der sozialgeographischen wie zugleich naturwissenschaftlich-technischen Ausrichtung entsprechend, liegen zwei (zuweilen verknüpfte) Forschungsrichtungen vor: Stadtgeographie und Megastadtforschung – und daneben Remote Sensing und Land Use / Land Cover – Applikationen. Regionale Schwerpunkte waren Österreich und der Alpen-Adria-Raum sowie der Mittlere Osten.

## Auszeichnungen
- 1971 Wissenschaftspreis des Landes Niederösterreich Förderungspreis
- 2011 Kärntner Landeskulturpreis
- 2015 Franz von Hauer-Medaille für „Erweiterung und Förderung des geographischen Wissens“ durch die Österreichische Geographische Gesellschaft

## Veröffentlichungen
- Österreich Raum und Gesellschaft – Vermessung der Landschaft. Porträts der Bundesländer 648 S., Naturwissenschaftlicher Verein f. Kärnten 2019 – neueste Gesamtdarstellung der geographie Österreichs mit reichhaltigem Kasrten-&Fotomaterial !
- Kärnten Landschaftsräume – Lebensräume 492 S., Zahlreiche thematische Karten. Verlag des Geschichtsvereines und des Naturwissenschaftlichen Vereines für Kärnten, Klagenfurt, 2010
- Die Gesellschaft der Habsburgermonarchie im Kartenbild 1910. (gem. m. H. Rumpler) (Die Habsburgermonarchie 1848–1918, Bd. IX/2.) Verlag der Österr. Akad. d. Wissenschaften, Wien. Inklusive über 300 kommentierte Farbkarten 2010
- Istanbul. Metropole zwischen den Kontinenten (gem. m. F. Palencsar), Urbanisierung der Erde Bd. 10, 358 S., 2 Farbkarten im Großformat. Verlag Bornträger, Stuttgart, Megacity-Forschung aus unterschiedlichen Perspektiven, 2006.
- Datensatz „Landcover Austria“ in: Das neue Bild Österreich (Hrsg. A. Borsdorf). Verlag der Österr. Akad. d. Wissenschaften, Wien, 2005. Zahlreiche thematische Karten, Österreich nach Ortsgemeinden.
- Karte der aktuellen Vegetation von Kärnten (gem. m. H. Hartl u. R. Sturm) 80 S., Farbkarte Großformat. Klagenfurt, 2001
- Fachbegriffe Fernerkundung in: Lexikon der Geographie. Verlag Spektrum, Heidelberg, 2001
- Geographie, Raumordnungs- und Umweltpolitik im Buch „Kärnten-Natur“ (Mildner P. u. H. Zwander Hrsg.) Klagenfurt, 1999.
- Bruchlinie Eiserner Vorhang (Hrsg., gem. m. P. Beluszky). Regionalentwicklung im österreichisch-ungarischen Grenzraum, 302 S., Satellitenbildkarte im Großformat. Analyse der Situation am Ende der kommunistischen Ära, 1993.
- Österreich: Raum-Gesellschaft-Wirtschaft (gem. m. Wolfgang Sitte), Lehrbuch für die 7. Kl. Gymnasium-Oberstufe. Verlag Hölzel-Deuticke, Wien, 1984. Paradigmatisch neue Ausrichtung im Fach Geographie und Wirtschaftskunde.
- Teheran: Eine stadtgeographische Studie 254 S., 2 Farbkarten im Großformat (Stadtstruktur, Bazar). Verlag Springer Wien-New York, 1978.
- Der Raum Mödling. Siedlungsagglomeration im Süden von Wien. 2 Bde., 415 S., 2 Farbkarten Großformat, 1972